# TV6
TV6 (în 2002-2018 Euro TV, în 2018-21 TV Centrală) a fost  un post privat de televiziune din Republica Moldova.